# Budětice

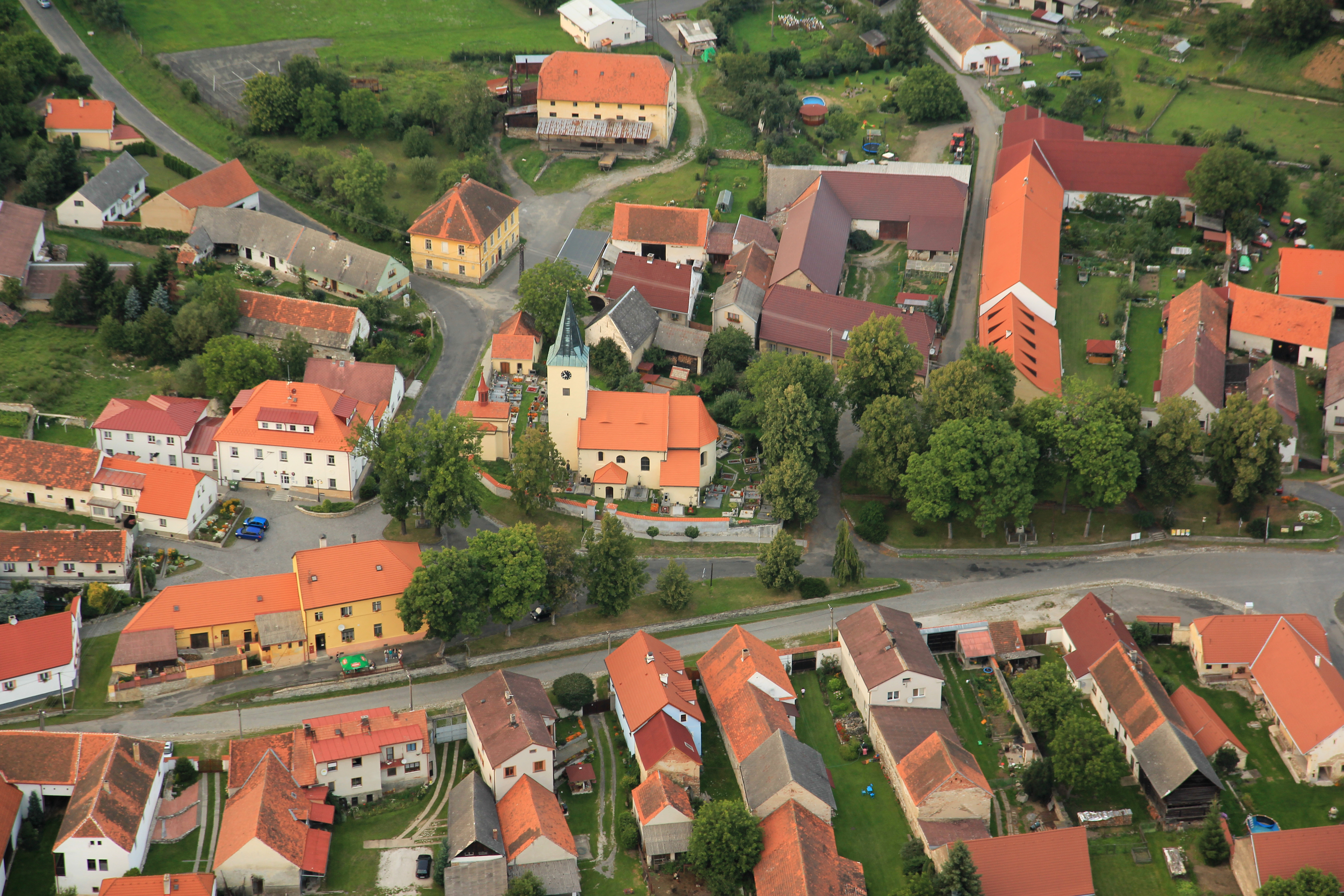
Ortskern von Budětice

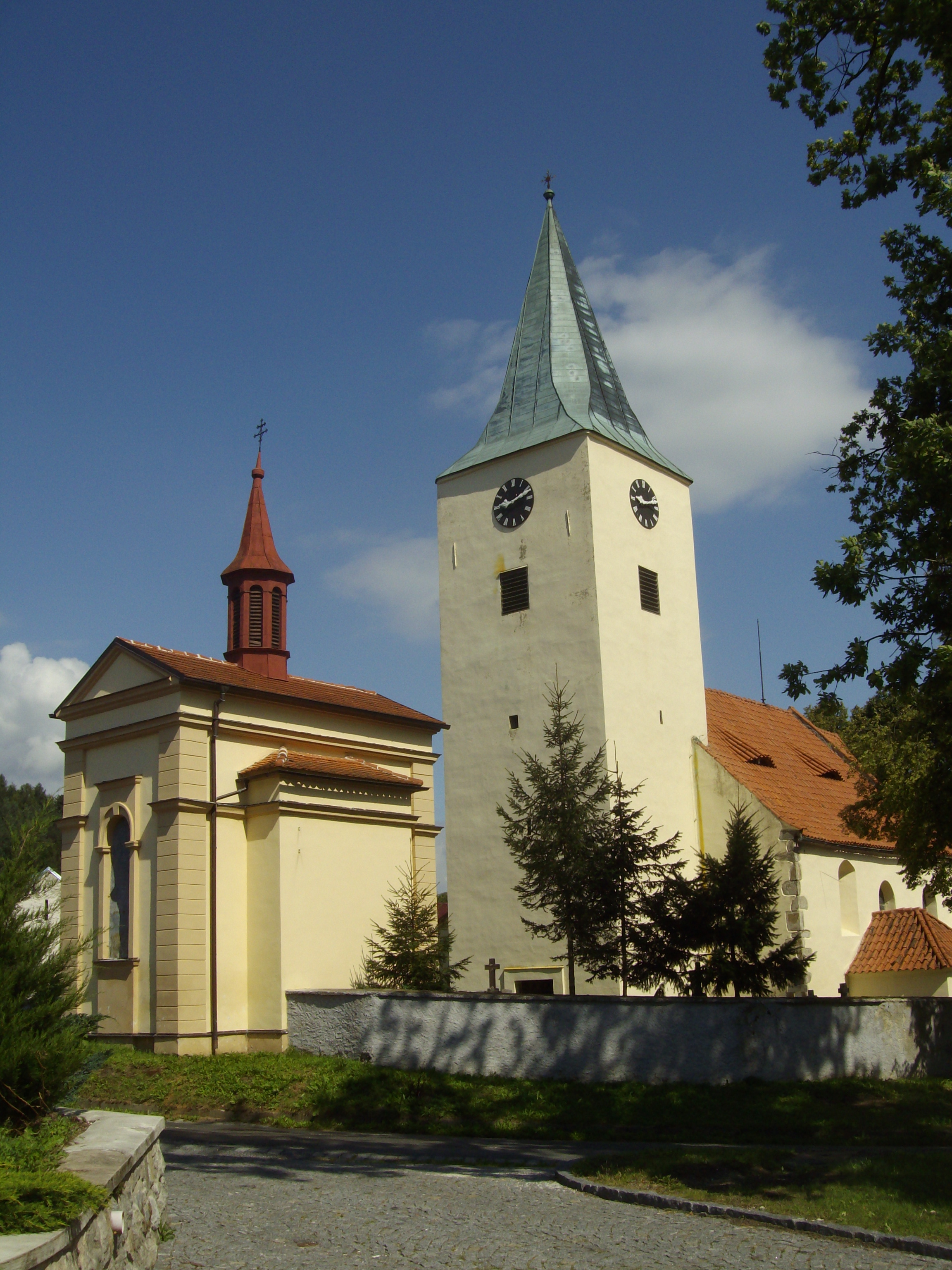
Kirche St. Peter und Paul

Budětice (deutsch Budietitz) ist eine Gemeinde in Tschechien. Sie liegt acht Kilometer nordöstlich von Sušice und gehört zum Okres Klatovy.

## Geographie
Budětice befindet sich linksseitig des Baches Budětický potok in den nördlichen Ausläufern des Šumavské podhůří (Böhmerwaldvorland). Das Dorf liegt im Naturpark Buděticko. Nördlich erheben sich der Pahorek (544 m), der Zlačín (568 m), der Džbán bzw. Čbány (618 m) und der Ovčacký vrch (539 m), im Osten der Na Průhoně (540 m), der Šibeník (563 m) und die Lišná (Allerheiligenberg, 577 m), südöstlich der Chanovec (555 m), im Süden die Čepičná (671 m), südwestlich der V Horách (609 m) und die Ondola (609 m), westlich die Přesveska (564 m) sowie im Nordwesten die Plouhová (566 m), die Hůrčí (559 m) und der Žebráček (599 m).
Nachbarorte sind Vlkonice im Norden, Malý Bor, Hliněný Újezd und Malé Hydčice im Nordosten, Bojanovice, Hejná und Rabí im Osten, Lázna und Žichovice im Südosten, Čepice, Podmokly, Velká Chmelná und V Luhu im Süden, Dobršín und Tedražice im Südwesten, Dubovka, Lipová Lhota und Čejkovy im Westen sowie Zamyslice, Sedlečko, Sázky, Na Bahně, Otěšín, Miřenice und Bohov im Nordwesten.

## Geschichte
Das Dorf entstand wahrscheinlich zu Beginn des 13. Jahrhunderts im Zuge des Landesausbaus am Rande des königlichen Grenzwaldes. König Wenzel I. überließ Budětice einem Adeligen namens Držislav. Im Jahre 1254 bestätigte der neue König Ottokar II. Přemysl einem Dluhomil das Gut Budětice als Besitz. Die erste urkundliche Erwähnung von Budětice erfolgte 1290 als Besitz des Bohuslav von Budětice, der seinen Sitz wahrscheinlich auf der Burg Budětice (Džbán) hatte und dem Vladikengeschlecht von Bor und Zdouň entstammte. Im 14. Jahrhundert ließ Bohumil von Budětice die Burg Velhartice anlegen. Nachdem Bohuslav von Budětice die Herrschaft Rabí erworben hatte, verlegte er 1380 seinen Sitz von der Burg Budětice auf die mächtigere Burg Rabí. Im Jahre 1390 erwarb Puta von Riesenberg die Güter Rabí und Budětice und vereinigte diese. Die Herren von Riesenberg hielten Rabí bis 1548. Danach folgten Heinrich Kurzbach von Trachenberg, Diviš Malovec von Libějovice, Wilhelm von Rosenberg und ab 1570 die Chanowsky von Langendorf als Besitzer. im Jahre 1708 erwarb der Passauer Fürstbischof Johann Philipp Reichsfürst von Lamberg das Gut Rabí von Johann Wilhelm Chanowsky von Langendorf und schloss es an seine Herrschaft Schichowitz an. Ihn beerbte Franz Anton Reichsfürst von Lamberg, der die vereinigten Güter 1716 zu einem Fideikommiss erhob. Danach folgte 1760 dessen Sohn Johann Friedrich Reichsfürst von Lamberg, der 1797 ohne Nachkommen verstarb. Durch das Erlöschen der reichsfürstlichen Linie fielen deren Würde, Güter und Ämter 1804 an Johann Friedrichs Neffen Karl Eugen († 1831) aus der jüngeren Linie der Lamberger, der damit zum Reichsfürsten von Lamberg, Freiherrn von Ortenegg und Ottenstein auf Stöckern und Amerang erhoben wurde. Sein ältester Sohn Gustav Joachim Fürst von Lamberg trat das Erbe 1834 an.
Im Jahre 1838 bestand Budietitz bzw. Budětice aus 57 Häusern mit 354 tschechischsprachigen Einwohnern; darin mit inbegriffen war der nicht zur Herrschaft gehörige Freihof Bohow (Bohov). Unter dem Patronat der Obrigkeit standen die Pfarrkirche zu den Aposteln Peter und Paul, die Pfarrei und die Schule. Außerdem gab es in Budietitz einen Meierhof, eine Schäferei, ein Branntweinhaus, eine Pottaschensiederei und ein Wirtshaus. In der Umgebung wurde ein Kalksteinbruch betrieben.
Budietitz war Pfarrort für Raby, Bohow, Bojanowitz (Bojanovice), Tschepitz (Čepice), Lhota (Lipová Lhota) und Wlkonitz (Vlkonice). Bis zur Mitte des 19. Jahrhunderts blieb das Dorf immer der Fideikommissherrschaft Schichowitz samt den Gütern Raby, Budietitz, Žihobetz und Stradal untertänig.
Nach der Aufhebung der Patrimonialherrschaften bildete Budětice / Budietitz ab 1850 mit den Ortsteilen Bohov und Lhota eine Gemeinde im Gerichtsbezirk Schüttenhofen. Ab 1868 gehörte die Gemeinde zum Bezirk Schüttenhofen. Im Zuge der Aufhebung des Okres Sušice wurde Budětice 1960 dem Okres Klatovy zugeordnet. Vlkonice wurde 1976 eingemeindet.

## Gemeindegliederung
Die Gemeinde Budětice besteht aus den Ortsteilen und Katastralbezirken Budětice (Budietitz), Lipová Lhota (Lhota, 1939–45: Lindenschlag) und Vlkonice (Wlkonitz, 1939–45: Willkonitz). Zu Budětice gehören die Einschichten Bohov (Bohow) und Dubovka (Dubowka).

## Sehenswürdigkeiten
- Kirche St. Peter und Paul in Budětice, der spätromanische Bau entstand zwischen 1240 und 1250, er wurde später barock umgestaltet. Im Innern befinden sich die Grabsteine für Adam Chanowsky Dlauhowesky von Langendorf († 1598), Margaretha Bukowanska von Bukowan († 1604), Moritz Chanowsky Dlauhowesky von Langendorf († 1606), Christoph Chanowsky von Langendorf († 1628) und Johann Heinrich Chanowsky von Langendorf († 1685).
- Reste der Burg Budětice bzw. Džbán, nördlich von Budětice auf dem bewaldeten Hügel Čbány, erbaut in der 2. Hälfte des 13. Jahrhunderts durch die Herren von Budětice, sie wurde 1380 verlassen
- Kapelle des hl. Johannes von Nepomuk an einer Brücke an der Straße nach Rabí
- Kapelle in Lipová Lhota
- Kapelle in Vlkonice
- Naturreservat Čepičná, südlich von Budětice
- Naturdenkmal Vlkonice

## Söhne und Töchter der Gemeinde
- Josef Jan Hais (1829–1892), Bischof von Königgrätz